# Prachttangare
De prachttangare (Tangara seledon) is een zangvogel uit de familie Thraupidae (tangaren).

## Verspreiding en leefgebied
Deze soort komt voor van zuidoostelijk Paraguay tot zuidoostelijk Brazilië en noordoostelijk Argentinië.

## Galerij

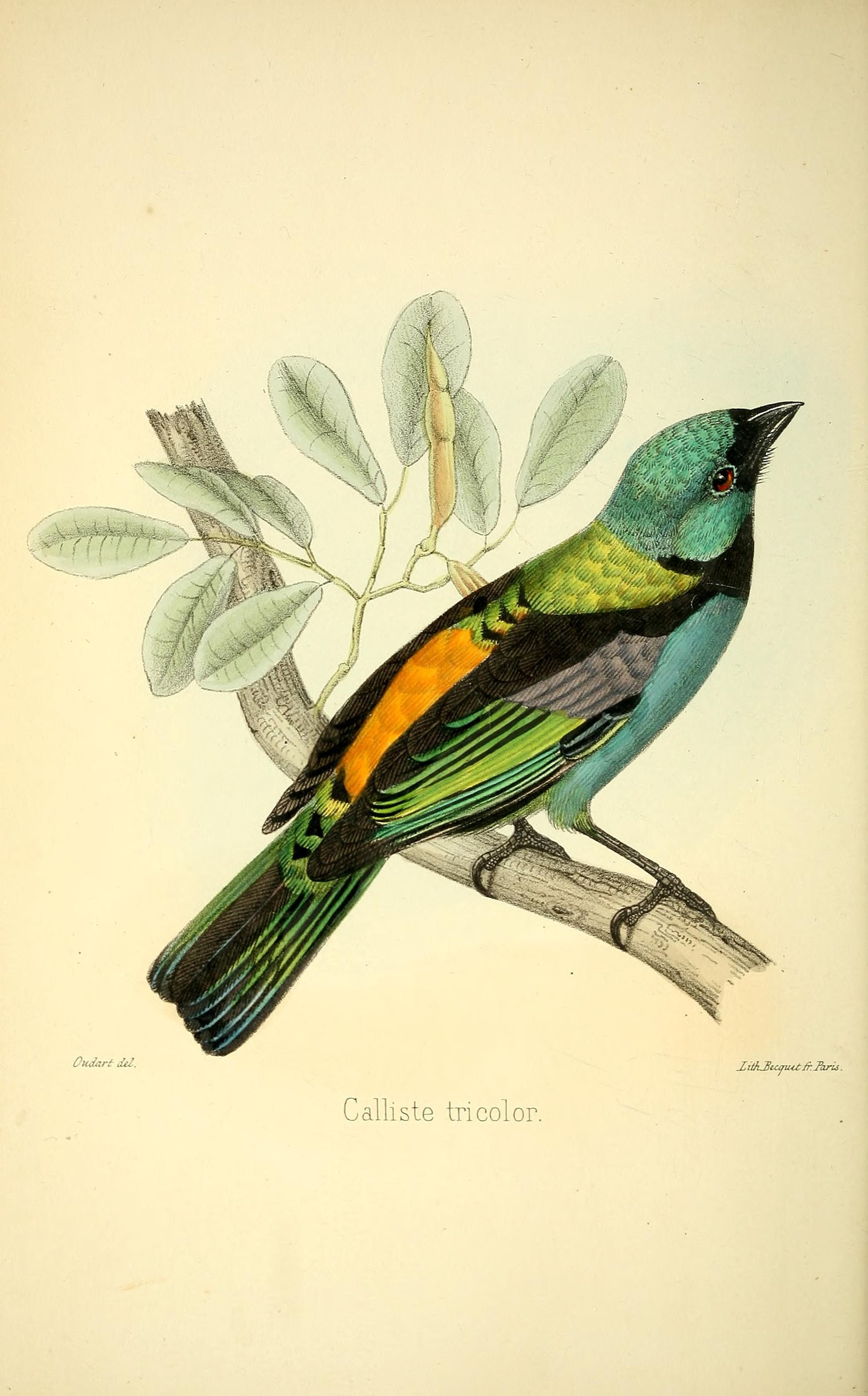
Calliste Tricolor (1857), Becquet frères
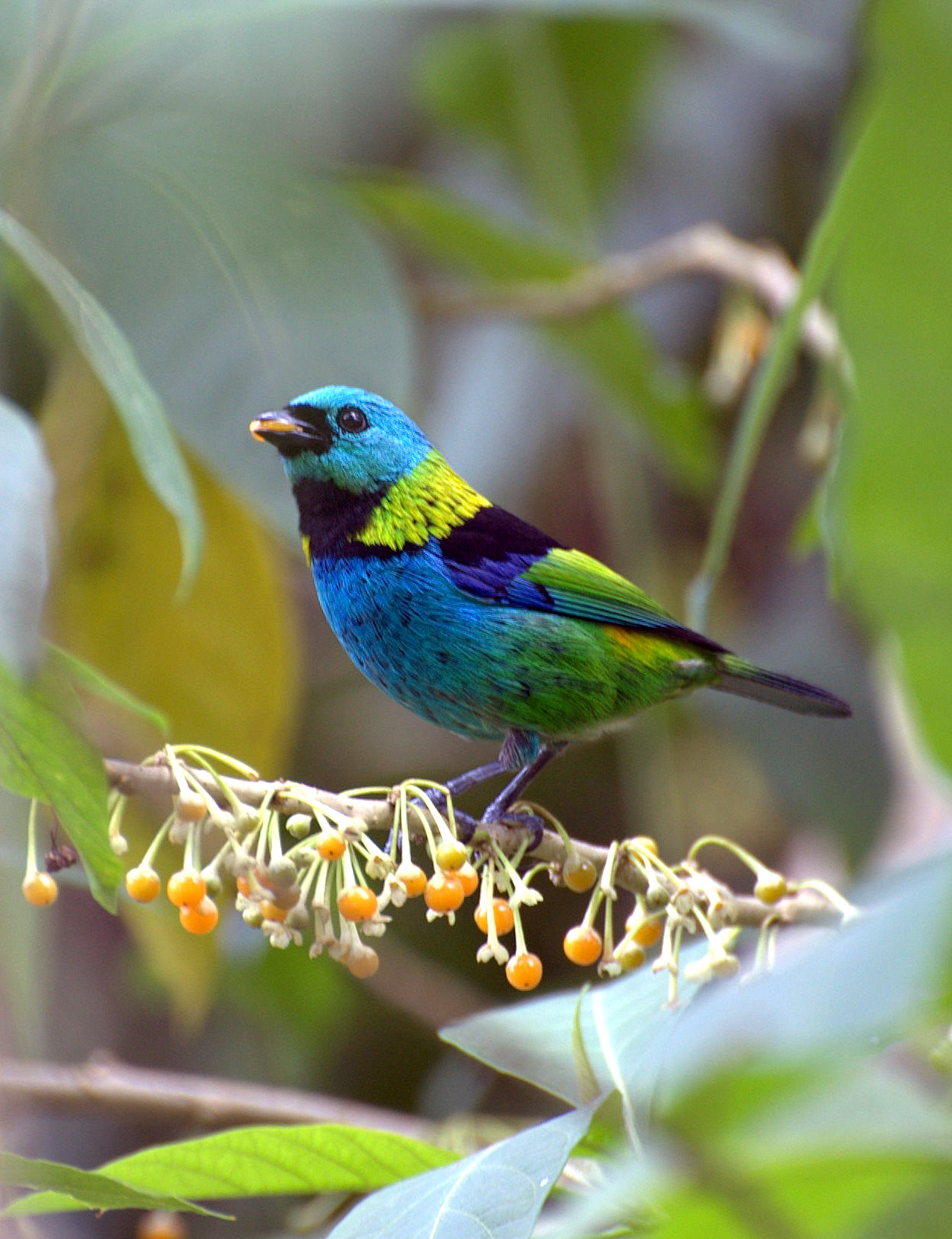
Prachttangare in Vale do Ribeira (SP)
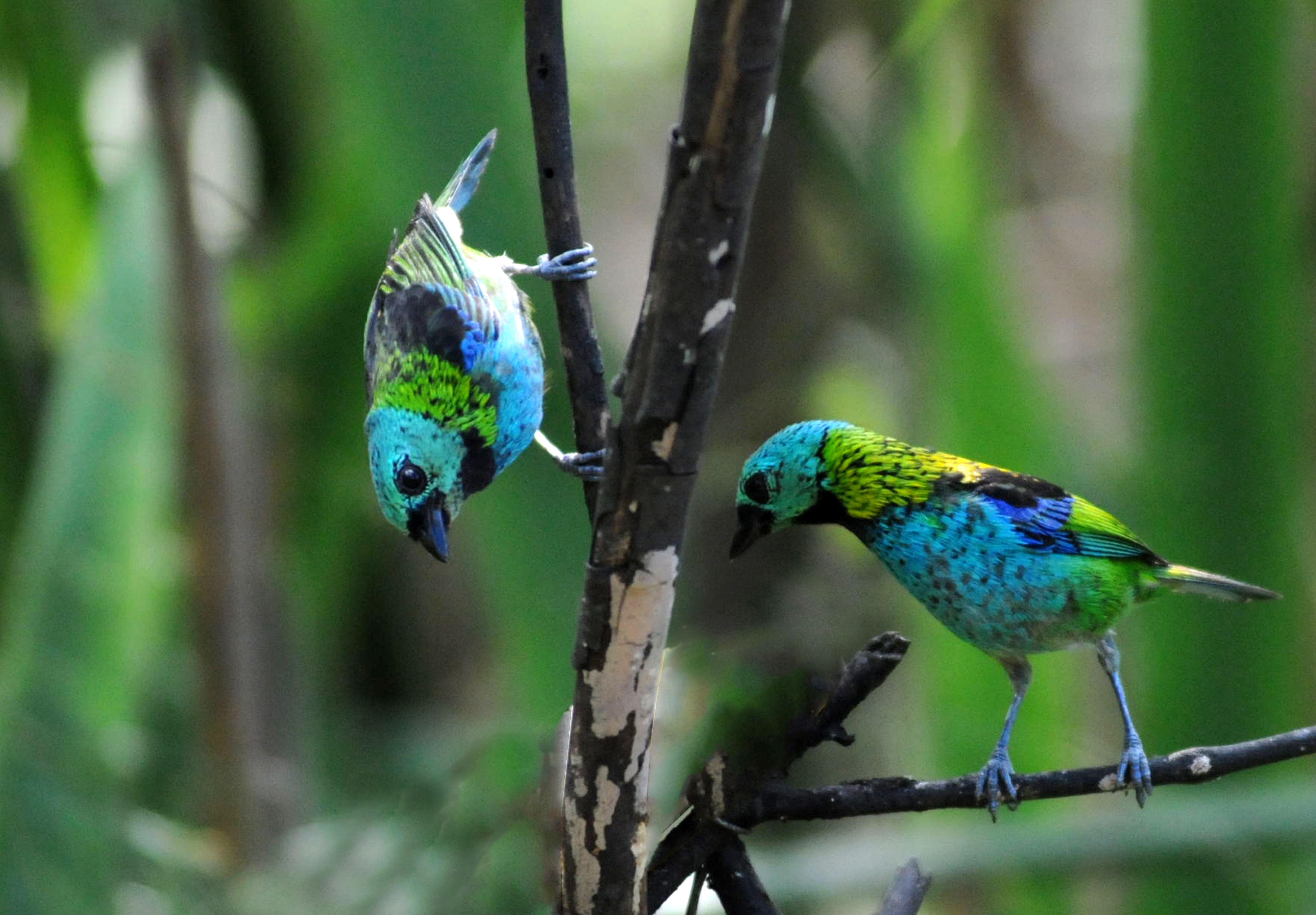
Twee prachtangares in Ubatuba (SP)
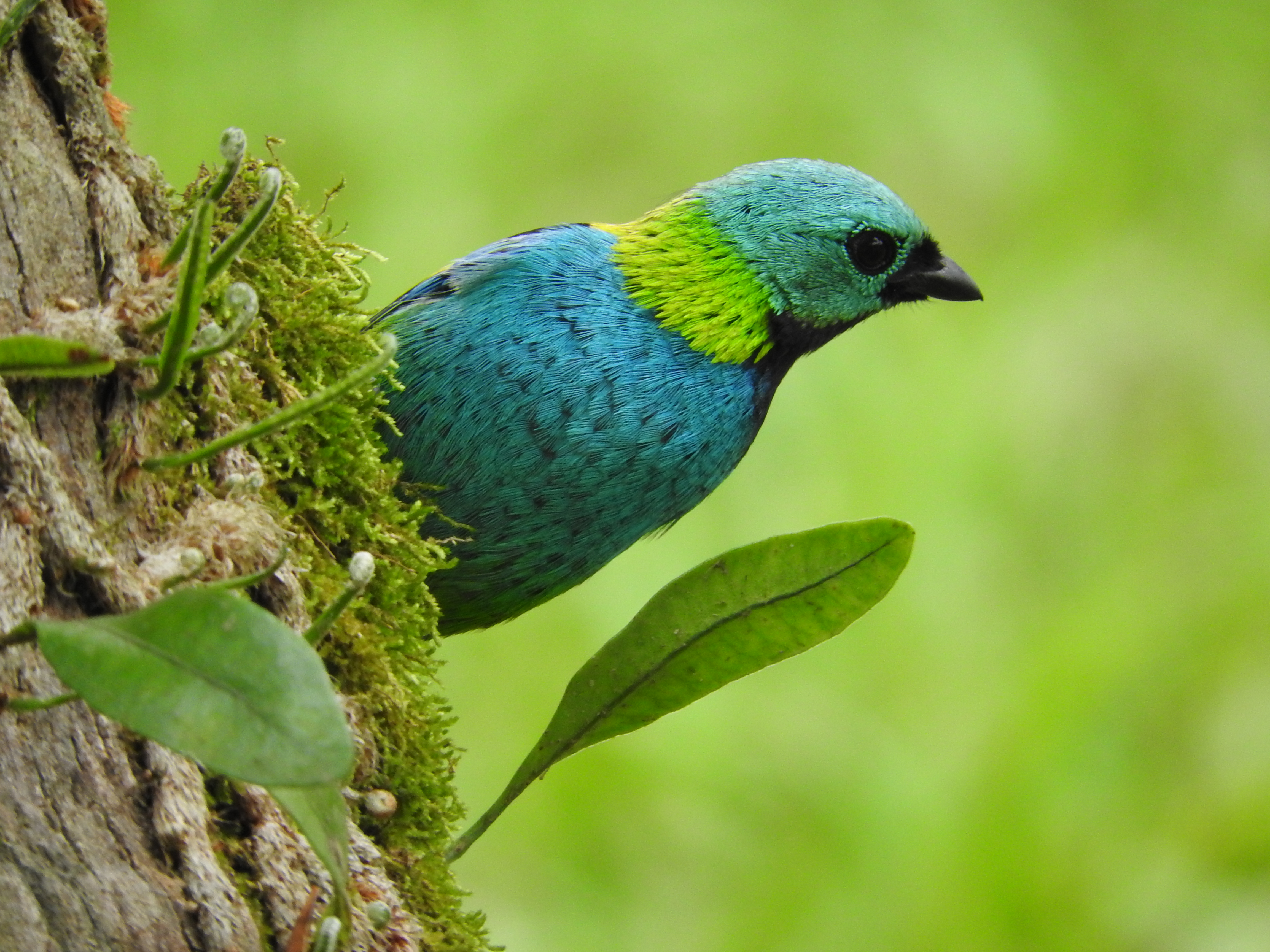
Prachttangare in Praia Grande (SP)